# Ivan Vicelich
Ivan Vicelich (nato Vicelić; Auckland, 3 settembre 1976) è un allenatore di calcio ed ex calciatore neozelandese, di ruolo difensore, tecnico in seconda dell'Auckland City.

## Biografia
Nasce a Auckland in una famiglia di origine croata.
Rientra in Nuova Zelanda soprattutto per motivi familiari nell'Auckland City (di cui fa parte il suo storico club Central United) in cui resta. Al termine della carriera da giocatore resta nell'Auckland City come vice allenatore.
All'attività di calciatore affianca quella di titolare di un grande negozio di articoli sportivi.
È sposato e ha due figli.

## Carriera
Giocava come terzino o centrocampista.
Ha vinto il premio come calciatore dell'Oceania dell'anno per la stagione 2009.
Esordisce in campionato nel Waitakere United, ma è con il Central United che coglie i primi successi, giocando anche (col franchise New Zealand Knights) nel campionato australiano. Successivamente gioca alcuni anni nella massima serie olandese.
È considerato una vera e propria leggenda dell'Aukland City con il quale ha vinto 3 campionati e ben 7 OFC Champions League
Detiene il record di presenze con la sua nazionale, avendo giocato 88 partite, con cui si è laureato per tre volte campione continentale.

## Palmarès

### Club

#### Competizioni nazionali
- Campionato neozelandese: 4

Central United: 1999
Auckland City: 2008-2009, 2013-2014, 2014-2015

#### Competizioni internazionali
- OFC Champions League: 7

Auckland City: 2008-2009, 2010-2011, 2011-2012, 2012-2013, 2013-2014, 2014-2015, 2016

### Nazionale
- Coppa d'Oceania: 3

1998, 2002, 2008

### Individuale
- Jack Batty Memorial Cup: 2

1994, 1997
- Calciatore dell'Oceania dell'anno: 1

2009
- Adidas Bronze Ball della Coppa del mondo per club FIFA: 1

2014
- Miglior giocatore dell'OFC Champions League: 1

2014-2015
- Squadra maschile OFC del decennio 2011-2020 IFFHS: 1

2020